# Dennis Koslowski
Dennis Koslowski, född 16 augusti 1959, är en amerikansk brottare som tog OS-brons i tungviktsbrottning i den grekisk-romerska klassen 1988 i Seoul och OS-silver i samma viktklass 1992 i Barcelona.